# Semiothisa semilutea
Semiothisa semilutea là một loài bướm đêm trong họ Geometridae.